# Liste der denkmalgeschützten Objekte in Randegg
Die Liste der denkmalgeschützten Objekte in Randegg enthält die 10 denkmalgeschützten, unbeweglichen Objekte der Gemeinde Randegg.

## Denkmäler
| Foto  |                 | Denkmal | Standort                                     | Beschreibung | Metadaten |
| ----- | --------------- | --- | -------------------------------------------- | --- | --- |
| ja    | Datei hochladen | Ehem. Meierhof HERIS-ID: 4786 Objekt-ID: 643                                                                              | Perwarth 2 Standort KG: Perwarth             | Dreiseitige zweigeschoßige Anlage mit Schopfwalm- und Satteldächern. Im Kern von 1575, ausgebaut und fassadiert 1855. | BDA-Hist.: Q38066398 Status: Bescheid Stand der BDA-Liste: 2025-06-30 Name: Ehem. Meierhof GstNr.: 42/1 |
| ja    | Datei hochladen | Wimmerhof HERIS-ID: 4788 Objekt-ID: 645                                                                                   | Perwarth 4 Standort KG: Perwarth             | Ehemalige Schmiede. Dreiseitige zweigeschoßige Anlage mit Gaupenwalmdach, im Kern aus der ersten Hälfte des 19. Jahrhunderts. | BDA-Hist.: Q38067352 Status: Bescheid Stand der BDA-Liste: 2025-06-30 Name: Wimmerhof GstNr.: .8 Wimmerhof, Perwarth |
| ja BW | Datei hochladen | Bundesfohlenhof, ehem. Stall Perwarth HERIS-ID: 4790 Objekt-ID: 647                                                       | Fohlenhof 1, bei Standort KG: Perwarth       | 1915 ursprünglich als staatliches Gestüt errichtet. | BDA-Hist.: Q38068196 Status: Bescheid Stand der BDA-Liste: 2025-06-30 Name: Bundesfohlenhof, ehem. Stall Perwarth GstNr.: 3/3 |
| ja    | Datei hochladen | Figurenbildstock hl. Johannes Nepomuk HERIS-ID: 4791 Objekt-ID: 648                                                       | Fohlenhof 1, bei Standort KG: Perwarth       | Statue auf Postament mit Kartuschenreliefs, um 1722/25. Baldachinarchitektur aus der Zeit um 1900. | BDA-Hist.: Q38068614 Status: Bescheid Stand der BDA-Liste: 2025-06-30 Name: Figurenbildstock hl. Johannes Nepomuk GstNr.: .126 |
| ja    | Datei hochladen | Burgruine Hochperwarth HERIS-ID: 4792 Objekt-ID: 649                                                                      | Perwarth 1 Standort KG: Perwarth             | 1212 wurde das Geschlecht der Perwarther (vermutlich „Bärenwarte“) erstmals erwähnt. Die Festung Hochperwarth bestand bis 1410. Damals waren die Perwarther in einen Erbfolgestreit mit den Wallseern verstrickt, die in einer Strafexpedition die Burgen des kleinen Erlauftals, darunter auch Hochperwarth, zerstörten und niederbrannten. Einige Mauerreste, ein Teil des Burggrabens sowie der Erdwall sind noch zu erkennen. | BDA-Hist.: Q35858422 Status: Bescheid Stand der BDA-Liste: 2025-06-30 Name: Burgruine Hochperwarth GstNr.: 35/1 |
| ja    | Datei hochladen | Schlossruine Niederperwarth HERIS-ID: 4793 Objekt-ID: 650                                                                 | Perwarth 1 Standort KG: Perwarth             | Dreigeschoßige, annähernd quadratische Anlage mit drei runden Ecktürmen und axialem Torturm. 1555–1561 erbaut, nach mehrmaligem Besitzerwechsel seit 1834 kaiserlich, seither fortschreitender Verfall. | BDA-Hist.: Q38069645 Status: Bescheid Stand der BDA-Liste: 2025-06-30 Name: Schlossruine Niederperwarth GstNr.: 33 Schlossruine Niederperwarth                                                                                      |
| ja    | Datei hochladen | Dominikuskapelle in Schliefau HERIS-ID: 79295 Objekt-ID: 92970                                                            | Schliefau 14, bei Standort KG: Randegg       | Um 1905 in neugotischen Formen erbaut. Statue des hl. Dominikus aus der zweiten Hälfte des 18. Jahrhunderts. | BDA-Hist.: Q38154120 Status: Bescheid Stand der BDA-Liste: 2025-06-30 Name: Dominikuskapelle in Schliefau GstNr.: 181 |
| ja    | Datei hochladen | Kath. Pfarrkirche hl. Maria Unbefleckte Empfängnis, ehem. Wallfahrtskirche Maria am Moos HERIS-ID: 21040 Objekt-ID: 17354 | Randegg 28, bei Standort KG: Randegg         | Spätgotischer Wandpfeilersaal mit eingezogenem spätgotischem Hauptchor, spätgotischem Südchor, vorgestelltem Westturm sowie jüngeren Anbauten. | BDA-Hist.: Q37858071 Status: § 2a Stand der BDA-Liste: 2025-06-30 Name: Kath. Pfarrkirche hl. Maria Unbefleckte Empfängnis, ehem. Wallfahrtskirche Maria am Moos GstNr.: 65/1 Pfarrkirche hl. Maria Unbefleckte Empfängnis, Randegg |
| ja    | Datei hochladen | Karner, sog. Klösterl HERIS-ID: 21041 Objekt-ID: 17355                                                                    | Randegg 28, in der Nähe Standort KG: Randegg | Zweigeschoßige, polygonal schließende Kapelle mit Schopfwalmdach und Maßwerkfenstern um 1450. | BDA-Hist.: Q37858093 Status: § 2a Stand der BDA-Liste: 2025-06-30 Name: Karner, sog. Klösterl GstNr.: 65/3 |
| ja    | Datei hochladen | Burgruine Randegg HERIS-ID: 32071 Objekt-ID: 29126                                                                        | Randegg 73, in der Nähe Standort KG: Randegg | Ehemals viereckige Anlage aus Bergfried, Palas und Bering. Im Hochmittelalter erbaut, seit dem 16. Jahrhundert fortschreitender Verfall. | BDA-Hist.: Q37946042 Status: Bescheid Stand der BDA-Liste: 2025-06-30 Name: Burgruine Randegg GstNr.: 77/1 Burgruine Randegg |